# Saskia Weisheitel
Saskia Weisheitel (* 17. Juni 1989 in Schwerin) ist eine deutsche Handballspielerin. Sie spielte zuletzt als Kreisläuferin beim ungarischen Erstligisten MTK Budapest.

## Karriere
Weisheitel begann mit sechs Jahren beim SV Warnemünde, später lernte sie Handball beim HC Empor Rostock (heute Rostocker HC).
Nach dem Abitur begann sie ein duales Studiums und spielte für zwei Jahre jeweils im Wechsel drei Monate bei der TSG Wismar (2. Bundesliga Nord) und dem SV Allensbach (2. Bundesliga Süd).
Dann wechselte Weisheitel für zwei Jahre zu den Füchsen Berlin, ebenfalls 2. Bundesliga. Sie stieg mit den Füchsen am Ende der Spielzeit 2013/14 in die 1. Bundesliga auf, wechselte aber zum BVB Dortmund.
Hier folgten sechs erfolgreiche Jahre: 2015 Aufstieg in die 1. Bundesliga, 2015/16 Pokalfinale, 2016/17 Platz 6, 2017/18 Platz 4, 2018/19 Platz 7. In der Spielzeit 2019/20 stand der BVB bei Abbruch wegen der Coronakrise am 18. März 2020 auf Platz 1, erhielt aber nicht den Titel als Deutscher Meister.
Weisheitel wechselte zur Saison 2020/21 nach Frankreich zu JDA Dijon. Nur ein Jahr später wechselte Weisheitel zur Saison 2021/22 nach Ungarn zu Dunaújvárosi KKA, den sie nach der Saison 2022/23 verließ. Nachdem Weisheitel anschließend vereinslos war, unterschrieb sie im Dezember 2023 einen Vertrag bei MTK Budapest, für den sie bis zum Saisonende 2023/24 auflief.